# España (1912)

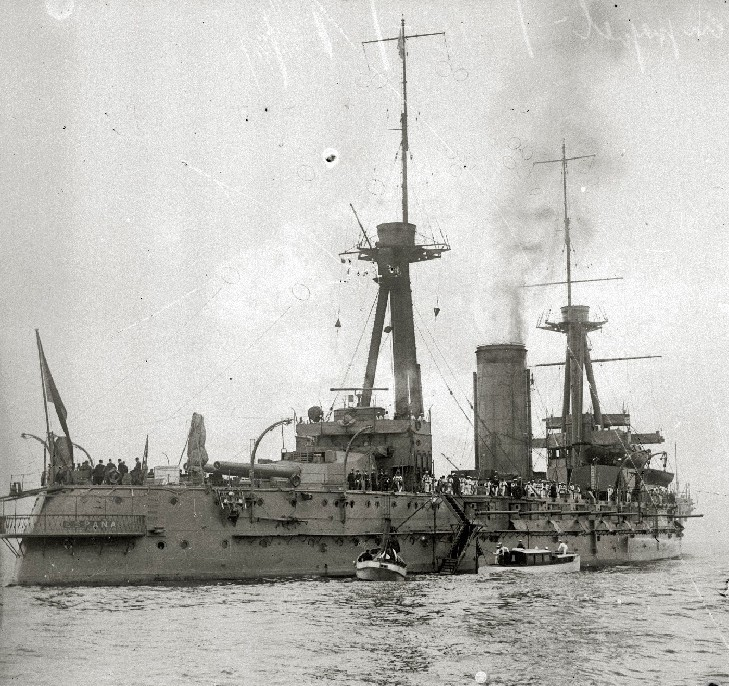
España på väg till Rifkriget i Marocko 1922.

España var ett dreadnought-slagskepp i Spaniens flotta. Hon var det första av tre systerfartyg i España-klassen, som hon bildade tillsammans med Alfonso XIII och Jamie I. España och hennes systrar tillkom i samband med en upprustning av den spanska flottan, som en följd av landets nederlag mot Förenta Staterna i spansk-amerikanska kriget 1898. Slagskeppet förde en huvudbestyckning av åtta 30,5 cm kanoner i fyra dubbeltorn, och en sekundär bestyckning av 20 stycken 10,2 cm kanoner i kasematter
España byggdes av ett spanskt-brittiskt konsortium. Hon kölsträcktes i Ferrol och sjösattes den 5 februari 1912, med leverans den 23 oktober 1913. España deltog med framgång i Rifkriget i Marocko i början av 1920-talet, men gick den 26 augusti 1923 på ett rev vid Kap Tres Forcas. Bärgning av fartyget visade sig omöjlig, trots att kanonerna kunde lyftas bort, och vraket lämnades att brytas sönder av vågorna.